# Bobby Wood
Bobby Shou Wood (Honolulu, 15 novembre 1992) è un calciatore statunitense, attaccante svincolato.

## Carriera

### Club

#### I primi anni
Nel 2007, dopo aver giocato per il Powder Edge e l'Irvine Strikers, viene acquistato dalle giovanili del Monaco 1860.
Nel 2010 esordisce con la squadra B con cui gioca fino al 2013 46 partite segnando 12 gol. Dal 2013 al 2015 invece è in prima squadra dove colleziona 50 presenze e 3 gol. Nel 2015 passa in prestito al Fussball Club Erzgebirge Aue con cui segna 3 gol in 9 presenze.

#### Union Berlino, Amburgo e prestito all'Hannover
Nel 2015-2016 viene ceduto e gioca ben 31 partite segnando 17 gol con l'Union Berlin. Il 1º luglio 2016 diventa un giocatore dell'Amburgo.
Il 9 luglio 2018 viene ceduto all'Hannover 96.
Terminato il prestito fa ritorno all'Amburgo, in cui milita fino all'aprile 2021.

#### Real Salt Lake
Il 2 aprile 2021 firma per il Real Salt Lake un contratto valido a partire dal 1º luglio seguente. Tuttavia, undici giorni dopo, risolve il suo contratto con l'Amburgo per unirsi subito al Real Salt Lake.

#### New England Revolution
Il 22 novembre 2022 viene scelto dai N.E. Revolution nel corso dell'MLS Re-Entry Draft 2022. Il trasferimento, ufficializzato solamente il 5 dicembre, diverrà effettivo a partire dal 1º gennaio 2023.

### Nazionale
Nel 2011 gioca il campionato nordamericano Under-20 2011; successivamente gioca anche nella nazionale statunitense Under-23. Nel 2013 esordisce con nazionale statunitense in un'amichevole contro la Bosnia, in cui entra in campo negli ultimi minuti della partita, terminata con una vittoria statunitense per 4-3.
Viene convocato per la Copa América Centenario negli Stati Uniti, scendendo in campo in cinque occasioni durante la manifestazione continentale.

## Statistiche

### Presenze e reti nei club
Statistiche aggiornate al 5 dicembre 2022.
| Stagione                      | Squadra                       | Campionato                    | Campionato | Campionato | Coppe nazionali | Coppe nazionali | Coppe nazionali | Coppe continentali | Coppe continentali | Coppe continentali | Altre coppe | Altre coppe | Altre coppe | Totale | Totale |
| Stagione                      | Squadra                       | Comp                          | Pres       | Reti       | Comp            | Pres            | Reti            | Comp               | Pres               | Reti               | Comp        | Pres        | Reti        | Pres   | Reti   |
| ----------------------------- | ----------------------------- | ----------------------------- | ---------- | ---------- | --------------- | --------------- | --------------- | ------------------ | ------------------ | ------------------ | ----------- | ----------- | ----------- | ------ | ------ |
| 2010-2011                     | Monaco 1860                   | 2BL                           | 5          | 0          | CG              | -               | -               |                    | -                  | -                  |             | -           | -           | 5      | 0      |
| 2011-2012                     | Monaco 1860                   | 2BL                           | 3          | 0          | CG              | 1               | 0               |                    | -                  | -                  |             | -           | -           | 4      | 0      |
| 2012-2013                     | Monaco 1860                   | 2BL                           | 15         | 3          | CG              | 1               | 0               |                    | -                  | -                  |             | -           | -           | 16     | 3      |
| 2013-2014                     | Monaco 1860                   | 2BL                           | 21         | 0          | CG              | 1               | 0               |                    | -                  | -                  |             | -           | -           | 22     | 0      |
| 2014-feb. 2015                | Monaco 1860                   | 2BL                           | 6          | 0          | CG              | 1               | 0               |                    | -                  | -                  |             | -           | -           | 7      | 0      |
| Totale Monaco 1860            | Totale Monaco 1860            | Totale Monaco 1860            | 50         | 3          |                 | 4               | 0               |                    | -                  | -                  |             | -           | -           | 54     | 3      |
| feb.-giu. 2015                | Erzgebirge Aue                | 2BL                           | 9          | 3          | CG              | -               | -               |                    | -                  | -                  |             | -           | -           | 9      | 3      |
| 2015-2016                     | Union Berlino                 | 2BL                           | 31         | 17         | CG              | 1               | 0               |                    | -                  | -                  |             | -           | -           | 32     | 17     |
| 2016-2017                     | Amburgo                       | BL                            | 28         | 5          | CG              | 4               | 4               |                    | -                  | -                  |             | -           | -           | 32     | 9      |
| 2017-2018                     | Amburgo                       | BL                            | 24         | 2          | CG              | 1               | 1               |                    | -                  | -                  |             | -           | -           | 25     | 3      |
| 2018-2019                     | Hannover 96                   | BL                            | 20         | 3          | CG              | 2               | 0               |                    | -                  | -                  |             | -           | -           | 22     | 3      |
| 2019-2020                     | Amburgo                       | 2BL                           | 6          | 0          | CG              | 0               | 0               |                    | -                  | -                  |             | -           | -           | 6      | 0      |
| 2020-apr. 2021                | Amburgo                       | 2BL                           | 16         | 1          | CG              | 1               | 0               |                    | -                  | -                  |             | -           | -           | 17     | 1      |
| Totale Amburgo                | Totale Amburgo                | Totale Amburgo                | 74         | 8          |                 | 6               | 5               |                    | -                  | -                  |             | -           | -           | 80     | 13     |
| 2021                          | Real Salt Lake                | MLS                           | 20         | 3          |                 | -               | -               |                    | -                  | -                  |             | -           | -           | 20     | 3      |
| 2022                          | Real Salt Lake                | MLS                           | 14         | 3          | USOC            | 0               | 0               |                    | -                  | -                  |             | -           | -           | 14     | 3      |
| Totale Real Salt Lake         | Totale Real Salt Lake         | Totale Real Salt Lake         | 34         | 6          |                 | 0               | 0               |                    | -                  | -                  |             | -           | -           | 34     | 6      |
| 2023                          | N.E. Revolution               | MLS                           | 31         | 7          | USOC            | 0               | 0               |                    | -                  | -                  | LC          | 2           | 0           | 33     | 7      |
| 2024                          | N.E. Revolution               | MLS                           | 0          | 0          | USOC            | 0               | 0               | CCL                | 3                  | 0                  | LC          | 0           | 0           | 3      | 0      |
| Totale New England Revolution | Totale New England Revolution | Totale New England Revolution | 31         | 7          |                 | 0               | 0               |                    | 3                  | 0                  |             | 2           | 0           | 36     | 7      |
| Totale carriera               | Totale carriera               | Totale carriera               | 249        | 47         |                 | 13              | 5               |                    | 3                  | 0                  |             | 2           | 0           | 267    | 52     |

### Cronologia presenze e reti in nazionale
| Cronologia completa delle presenze e delle reti in nazionale ― Stati Uniti | Cronologia completa delle presenze e delle reti in nazionale ― Stati Uniti | Cronologia completa delle presenze e delle reti in nazionale ― Stati Uniti | Cronologia completa delle presenze e delle reti in nazionale ― Stati Uniti | Cronologia completa delle presenze e delle reti in nazionale ― Stati Uniti | Cronologia completa delle presenze e delle reti in nazionale ― Stati Uniti | Cronologia completa delle presenze e delle reti in nazionale ― Stati Uniti | Cronologia completa delle presenze e delle reti in nazionale ― Stati Uniti |
| Data                                                                       | Città                                                                      | In casa                                                                    | Risultato                                                                  | Ospiti                                                                     | Competizione                                                               | Reti                                                                       | Note                                                                       |
| -------------------------------------------------------------------------- | -------------------------------------------------------------------------- | -------------------------------------------------------------------------- | -------------------------------------------------------------------------- | -------------------------------------------------------------------------- | -------------------------------------------------------------------------- | -------------------------------------------------------------------------- | -------------------------------------------------------------------------- |
| 14-8-2013                                                                  | Sarajevo                                                                   | Bosnia ed Erzegovina                                                       | 3 – 4                                                                      | Stati Uniti                                                                | Amichevole                                                                 | -                                                                          | 87’                                                                        |
| 10-10-2014                                                                 | East Hartford                                                              | Stati Uniti                                                                | 1 – 1                                                                      | Ecuador                                                                    | Amichevole                                                                 | -                                                                          | 68’                                                                        |
| 14-10-2014                                                                 | Boca Raton                                                                 | Stati Uniti                                                                | 1 – 1                                                                      | Honduras                                                                   | Amichevole                                                                 | -                                                                          | 26’                                                                        |
| 14-11-2014                                                                 | Fulham                                                                     | Colombia                                                                   | 2 – 1                                                                      | Stati Uniti                                                                | Amichevole                                                                 | -                                                                          | 23’                                                                        |
| 18-11-2014                                                                 | Dublino                                                                    | Irlanda                                                                    | 4 – 1                                                                      | Stati Uniti                                                                | Amichevole                                                                 | -                                                                          | 45’                                                                        |
| 28-1-2015                                                                  | Rancagua                                                                   | Cile                                                                       | 3 – 2                                                                      | Stati Uniti                                                                | Amichevole                                                                 | -                                                                          | 45’                                                                        |
| 5-6-2015                                                                   | Amsterdam                                                                  | Paesi Bassi                                                                | 3 – 4                                                                      | Stati Uniti                                                                | Amichevole                                                                 | 1                                                                          | 65’                                                                        |
| 10-6-2015                                                                  | Colonia                                                                    | Germania                                                                   | 1 – 2                                                                      | Stati Uniti                                                                | Amichevole                                                                 | 1                                                                          | 73’                                                                        |
| 5-9-2015                                                                   | Washington                                                                 | Stati Uniti                                                                | 2 – 1                                                                      | Perù                                                                       | Amichevole                                                                 | -                                                                          | 71’                                                                        |
| 8-9-2015                                                                   | Foxborough                                                                 | Stati Uniti                                                                | 1 – 4                                                                      | Brasile                                                                    | Amichevole                                                                 | -                                                                          | 45’                                                                        |
| 10-10-2015                                                                 | Pasadena                                                                   | Stati Uniti                                                                | 2 – 3                                                                      | Messico                                                                    | Amichevole                                                                 | 1                                                                          | 68’                                                                        |
| 14-10-2015                                                                 | New York                                                                   | Stati Uniti                                                                | 0 – 1                                                                      | Costa Rica                                                                 | Amichevole                                                                 | -                                                                          | 45’ 87’                                                                    |
| 13-11-2015                                                                 | Saint Louis                                                                | Stati Uniti                                                                | 6 – 1                                                                      | Saint Vincent e Grenadine                                                  | Qual. Mondiali 2018                                                        | 1                                                                          | 68’                                                                        |
| 17-11-2015                                                                 | Port of Spain                                                              | Trinidad e Tobago                                                          | 0 – 0                                                                      | Stati Uniti                                                                | Qual. Mondiali 2018                                                        | -                                                                          | 75’                                                                        |
| 25-3-2016                                                                  | Città del Guatemala                                                        | Guatemala                                                                  | 2 – 0                                                                      | Stati Uniti                                                                | Qual. Mondiali 2018                                                        | -                                                                          |                                                                            |
| 29-3-2016                                                                  | Columbus                                                                   | Stati Uniti                                                                | 4 – 0                                                                      | Guatemala                                                                  | Qual. Mondiali 2018                                                        | -                                                                          | 66’                                                                        |
| 22-5-2016                                                                  | Bayamón                                                                    | Porto Rico                                                                 | 1 – 3                                                                      | Stati Uniti                                                                | Amichevole                                                                 | 1                                                                          | 71’                                                                        |
| 25-5-2016                                                                  | Frisco                                                                     | Stati Uniti                                                                | 1 – 0                                                                      | Ecuador                                                                    | Amichevole                                                                 | -                                                                          | 45’                                                                        |
| 28-5-2016                                                                  | Kansas City                                                                | Stati Uniti                                                                | 4 – 0                                                                      | Bolivia                                                                    | Amichevole                                                                 | -                                                                          |                                                                            |
| 3-6-2016                                                                   | Santa Clara                                                                | Stati Uniti                                                                | 0 – 2                                                                      | Colombia                                                                   | Coppa America Centenario - 1º turno                                        | -                                                                          | 66’                                                                        |
| 7-6-2016                                                                   | Chicago                                                                    | Stati Uniti                                                                | 4 – 0                                                                      | Costa Rica                                                                 | Coppa America Centenario - 1º turno                                        | 1                                                                          | 70’                                                                        |
| 11-6-2016                                                                  | Filadelfia                                                                 | Stati Uniti                                                                | 1 – 0                                                                      | Paraguay                                                                   | Coppa America Centenario - 1º turno                                        | -                                                                          | 72’ 83’                                                                    |
| 16-6-2016                                                                  | Seattle                                                                    | Stati Uniti                                                                | 2 – 1                                                                      | Ecuador                                                                    | Coppa America Centenario - Quarti di finale                                | -                                                                          | 53’                                                                        |
| 25-6-2016                                                                  | Glendale                                                                   | Stati Uniti                                                                | 0 – 1                                                                      | Colombia                                                                   | Coppa America Centenario - Finale 3º posto                                 | -                                                                          |                                                                            |
| 2-9-2016                                                                   | Kingstown                                                                  | Saint Vincent e Grenadine                                                  | 0 – 6                                                                      | Stati Uniti                                                                | Qual. Mondiali 2018                                                        | 1                                                                          |                                                                            |
| 7-9-2016                                                                   | Jacksonville                                                               | Stati Uniti                                                                | 4 – 0                                                                      | Trinidad e Tobago                                                          | Qual. Mondiali 2018                                                        | -                                                                          | 61’                                                                        |
| 7-10-2016                                                                  | L'Avana                                                                    | Cuba                                                                       | 0 – 2                                                                      | Stati Uniti                                                                | Amichevole                                                                 | -                                                                          | 60’                                                                        |
| 12-11-2016                                                                 | Columbus                                                                   | Stati Uniti                                                                | 1 – 2                                                                      | Messico                                                                    | Qual. Mondiali 2018                                                        | 1                                                                          |                                                                            |
| 16-11-2016                                                                 | San José                                                                   | Costa Rica                                                                 | 4 – 0                                                                      | Stati Uniti                                                                | Qual. Mondiali 2018                                                        | -                                                                          |                                                                            |
| 3-6-2017                                                                   | Sandy                                                                      | Stati Uniti                                                                | 1 – 1                                                                      | Venezuela                                                                  | Amichevole                                                                 | -                                                                          |                                                                            |
| 8-6-2017                                                                   | Commerce City                                                              | Stati Uniti                                                                | 2 – 0                                                                      | Trinidad e Tobago                                                          | Qual. Mondiali 2018                                                        | -                                                                          | 83’                                                                        |
| 11-6-2017                                                                  | Città del Messico                                                          | Messico                                                                    | 1 – 1                                                                      | Stati Uniti                                                                | Qual. Mondiali 2018                                                        | -                                                                          | 79’                                                                        |
| 1-9-2017                                                                   | Harrison                                                                   | Stati Uniti                                                                | 0 – 2                                                                      | Costa Rica                                                                 | Qual. Mondiali 2018                                                        | -                                                                          |                                                                            |
| 5-9-2017                                                                   | San Pedro Sula                                                             | Honduras                                                                   | 1 – 1                                                                      | Stati Uniti                                                                | Qual. Mondiali 2018                                                        | 1                                                                          | 74’                                                                        |
| 6-10-2017                                                                  | Orlando                                                                    | Stati Uniti                                                                | 4 – 0                                                                      | Panama                                                                     | Qual. Mondiali 2018                                                        | 1                                                                          |                                                                            |
| 10-10-2017                                                                 | Couva                                                                      | Trinidad e Tobago                                                          | 2 – 1                                                                      | Stati Uniti                                                                | Qual. Mondiali 2018                                                        | -                                                                          |                                                                            |
| 27-3-2018                                                                  | Cary                                                                       | Stati Uniti                                                                | 1 – 0                                                                      | Paraguay                                                                   | Amichevole                                                                 | 1                                                                          | 77’                                                                        |
| 2-6-2018                                                                   | Dublino                                                                    | Irlanda                                                                    | 2 – 1                                                                      | Stati Uniti                                                                | Amichevole                                                                 | 1                                                                          | 70’                                                                        |
| 9-6-2018                                                                   | Décines-Charpieu                                                           | Francia                                                                    | 1 – 1                                                                      | Stati Uniti                                                                | Amichevole                                                                 | -                                                                          | 74’                                                                        |
| 8-9-2018                                                                   | East Rutherford                                                            | Stati Uniti                                                                | 0 – 2                                                                      | Brasile                                                                    | Amichevole                                                                 | -                                                                          | 70’                                                                        |
| 12-9-2018                                                                  | Nashville                                                                  | Stati Uniti                                                                | 1 – 0                                                                      | Messico                                                                    | Amichevole                                                                 | -                                                                          | 80’ 89’                                                                    |
| 11-10-2018                                                                 | Tampa                                                                      | Stati Uniti                                                                | 2 – 4                                                                      | Colombia                                                                   | Amichevole                                                                 | 1                                                                          | 83’                                                                        |
| 17-10-2018                                                                 | East Hartford                                                              | Stati Uniti                                                                | 1 – 1                                                                      | Perù                                                                       | Amichevole                                                                 | -                                                                          | 69’                                                                        |
| 15-11-2018                                                                 | Londra                                                                     | Inghilterra                                                                | 3 – 0                                                                      | Stati Uniti                                                                | Amichevole                                                                 | -                                                                          |                                                                            |
| 20-11-2018                                                                 | Genk                                                                       | Italia                                                                     | 1 – 0                                                                      | Stati Uniti                                                                | Amichevole                                                                 | -                                                                          | 62’                                                                        |
| Totale                                                                     |                                                                            | Presenze                                                                   | 45                                                                         |                                                                            | Reti                                                                       | 13                                                                         |                                                                            |